# 青ノ山
青ノ山（あおのやま）は香川県丸亀市と宇多津町の境界にある標高224mの山である。別称は土器山。

## 特徴
円錐形の山容をしており、山頂一帯は公園化され展望台もあり眺めがよい。頂上近くまで車で行くことができ登頂は容易である。展望台からは坂出市や宇多津町、丸亀市の街並みと塩飽諸島、瀬戸大橋など、180度以上の視野を一望できる。市街地や海が近いため夜景にも優れており人気がある。香川のみどり百選のひとつ。

## 伝説
兄の飯野山が弟の青ノ山と背の高さで喧嘩になり、青ノ山は兄に頭を切られたため頂上が平らになったという伝説がある。

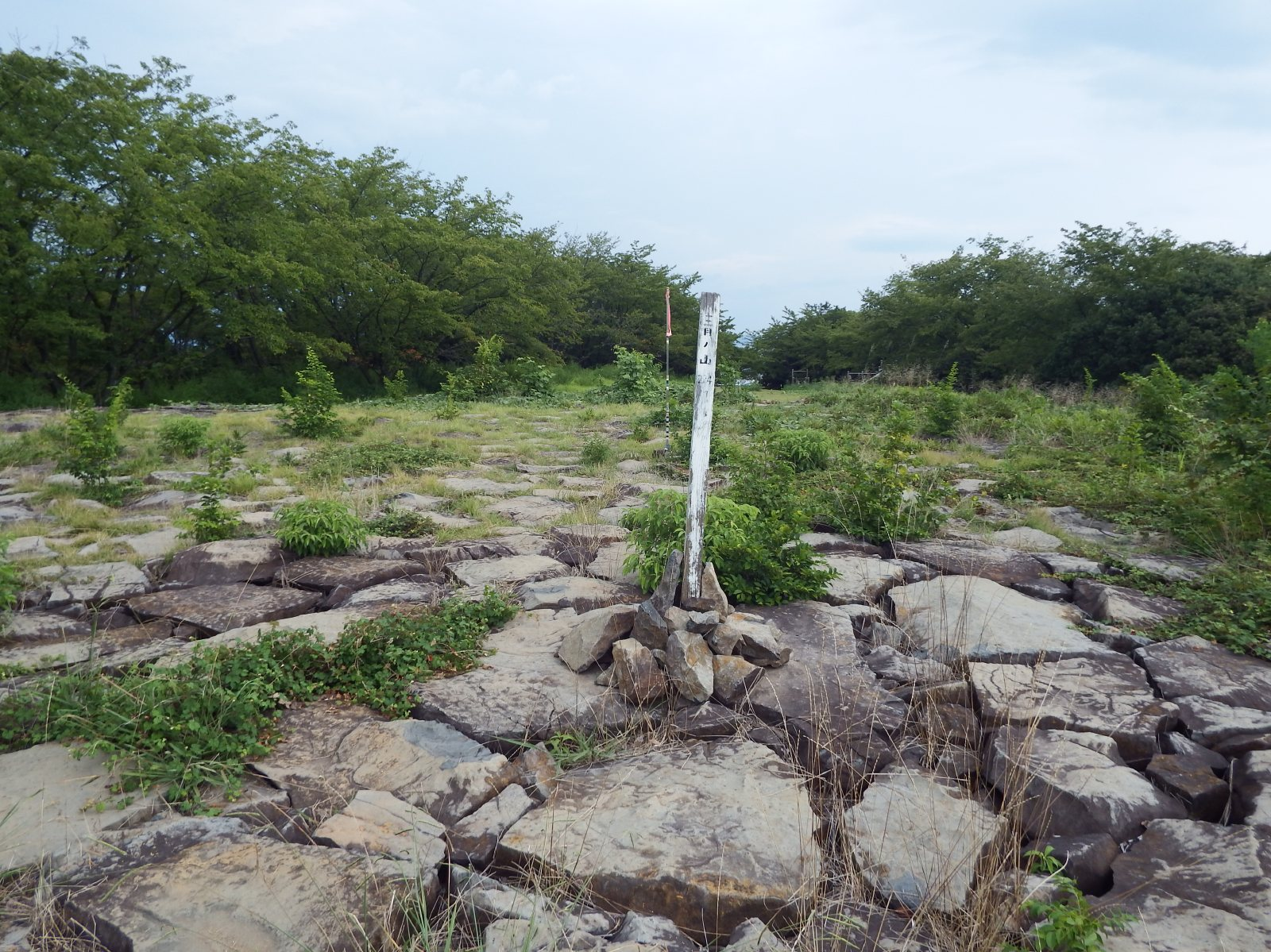
頂上
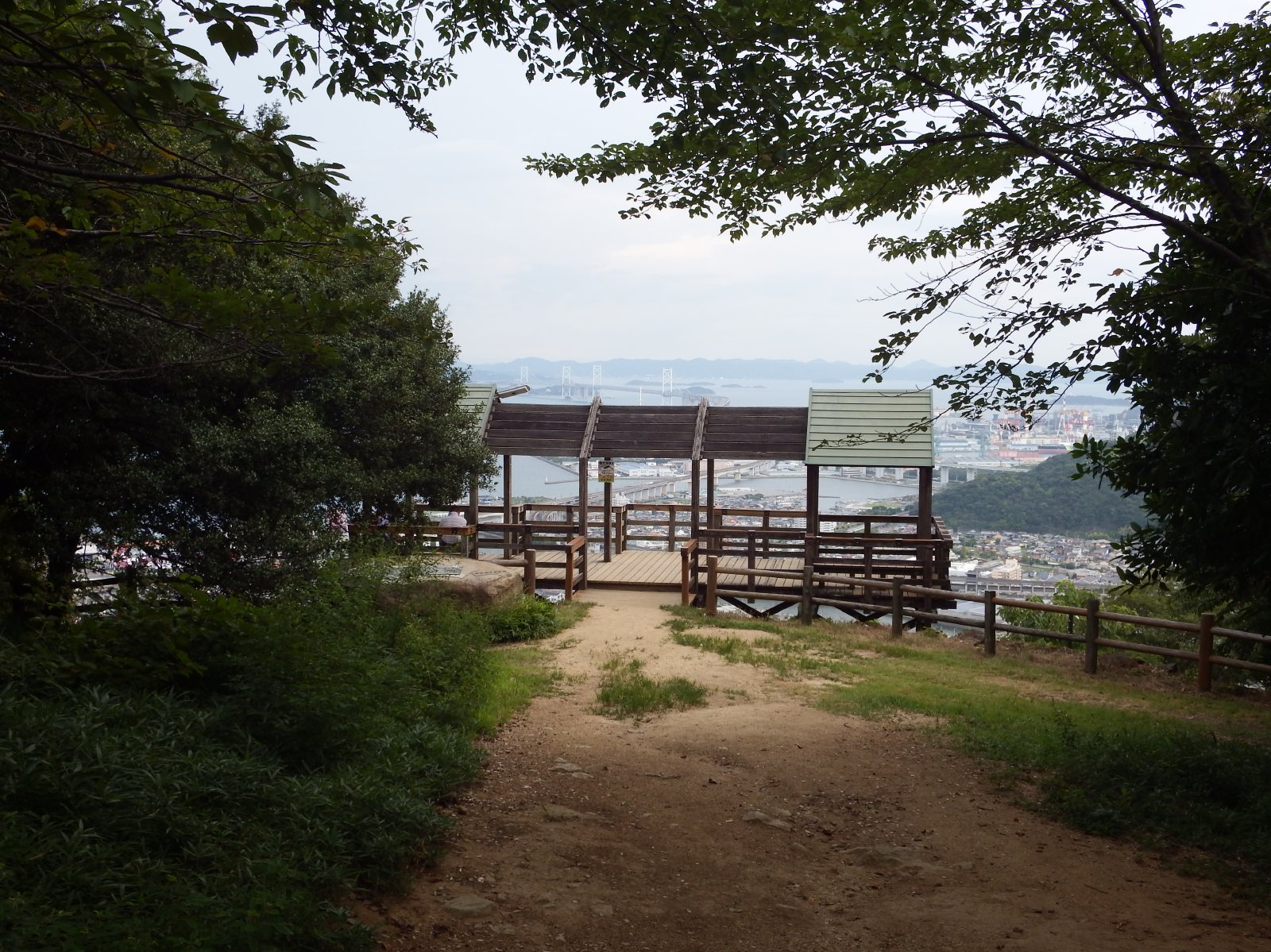
山頂展望台
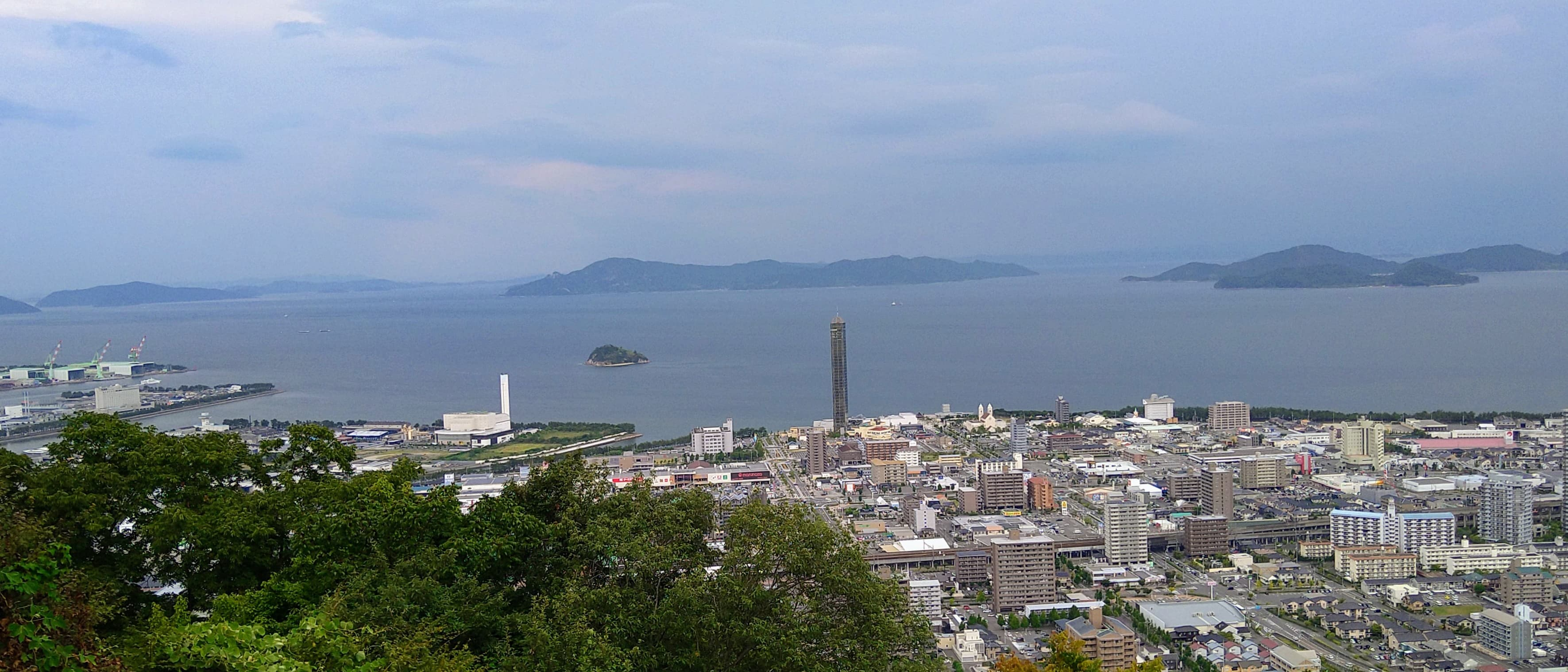
展望台より北西を臨む
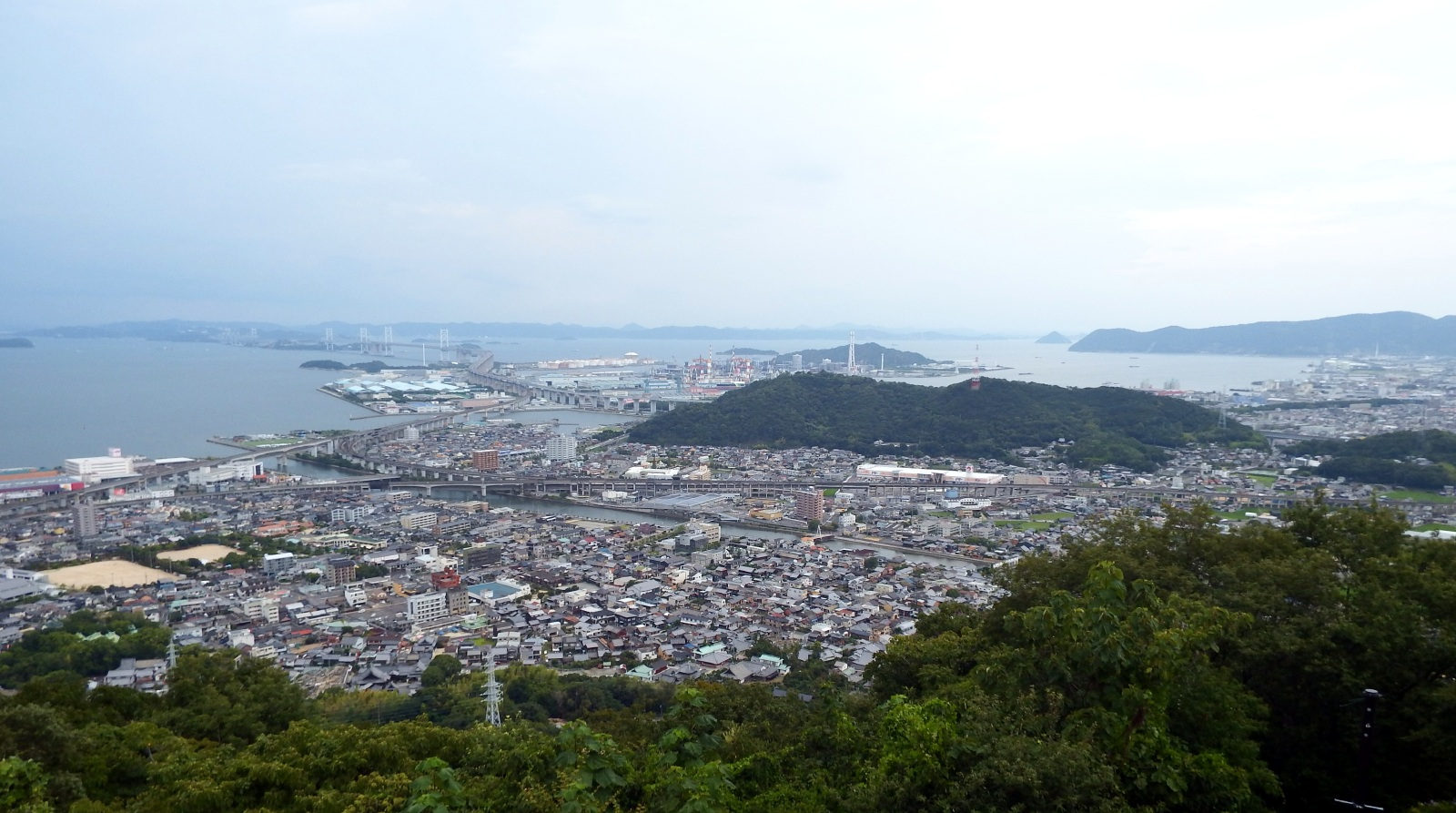
展望台より北東を臨む

## 山内の旧跡・施設
- 青ノ山古墳群 - 古墳時代前期から末期にかけての古墳が10数基ある

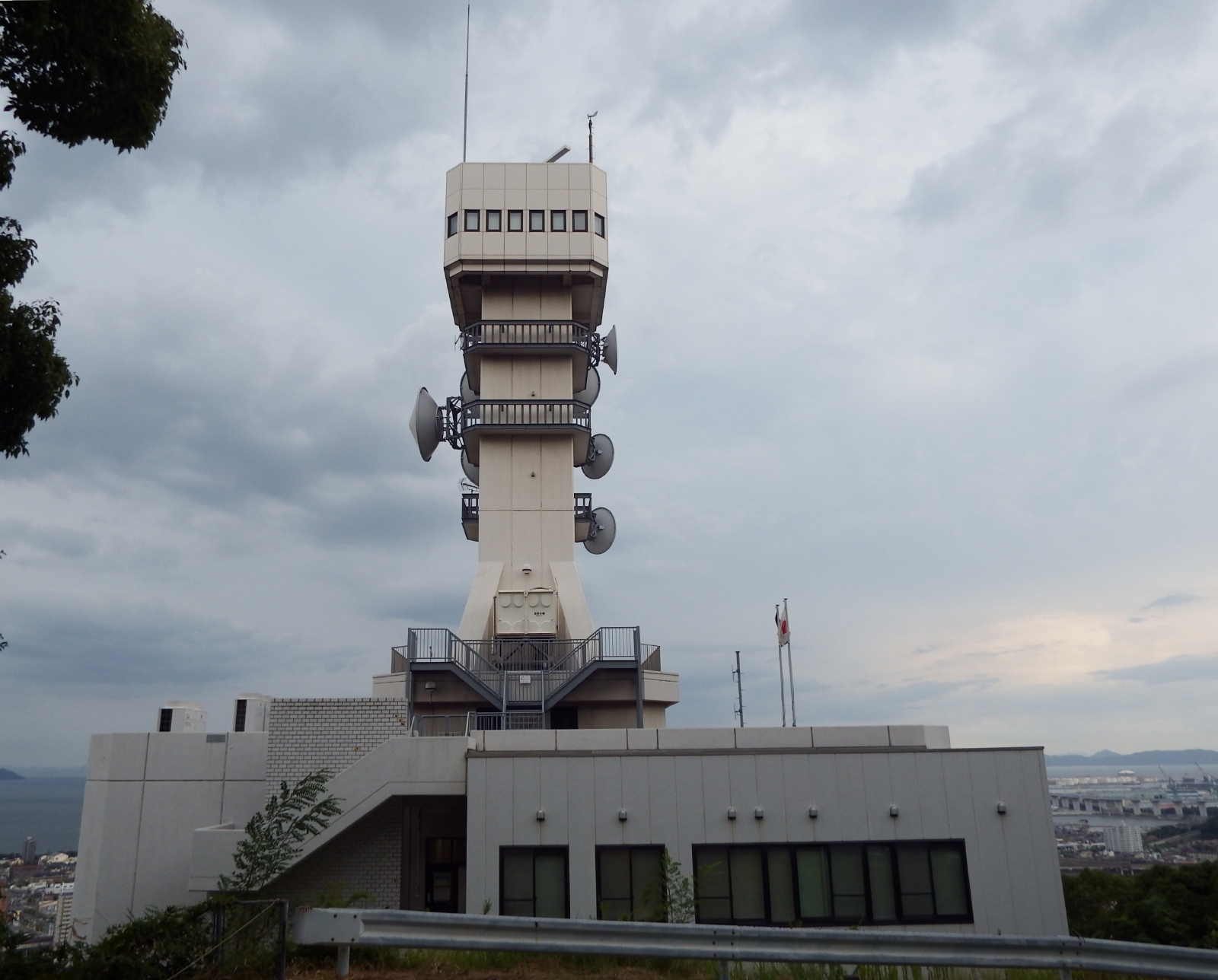
備讃瀬戸海上交通センター

- 青ノ山窯跡
- 備讃瀬戸海上交通センター（備讃マーチス）

## 交通アクセス
- 予讃線宇多津駅から徒歩30分で青ノ山の麓へ
- 山頂近くまで車道があり、山頂近くに無料駐車場、そこから約200m車道を戻った所から頂上への430mのハイキング道がある。